# Daiva Pranytė-Zalieckienė
Daiva Pranytė-Zalieckienė (*  1965 in Radviliškis) ist eine litauische Juristin und Richterin am Obersten Gericht Litauens.

## Leben
Nach dem Abitur 1985 an der  Mittelschule Radviliškis absolvierte sie von 1985 bis 1990 das Diplomstudium der Rechtswissenschaft an der Universität Vilnius in der litauischen Hauptstadt Vilnius. Von 1984 bis 1994 arbeitete sie als Mitarbeiterin ihrer Fakultät und von 1994 bis 1996 am Justizministerium Litauens. Von 2002 bis 2004 lehrte sie an der Lietuvos teisės universitetas. Von 1996 bis 2004 war sie Richterin im 1. Stadtkreisgericht Vilnius, von 2004 bis 2006 Richterin im Bezirksverwaltungsgericht Vilnius, von 2006 bis 2014  Richterin im Bezirksgericht Vilnius und von 2014 bis 2019 bei  Lietuvos apeliacinis teismas. Seit Mai 2019 ist sie Richterin der Abteilung für Strafsachen des Litauischen Obersten Gerichts.
Daiva Pranytė-Zalieckienė ist verheiratet.